# Gymnocalycium saglionis
Gymnocalycium saglionis – gatunek rośliny z rodziny kaktusowatych.  Występuje w Argentynie, południowej Boliwii i zachodnim Paragwaju. 

## Morfologia

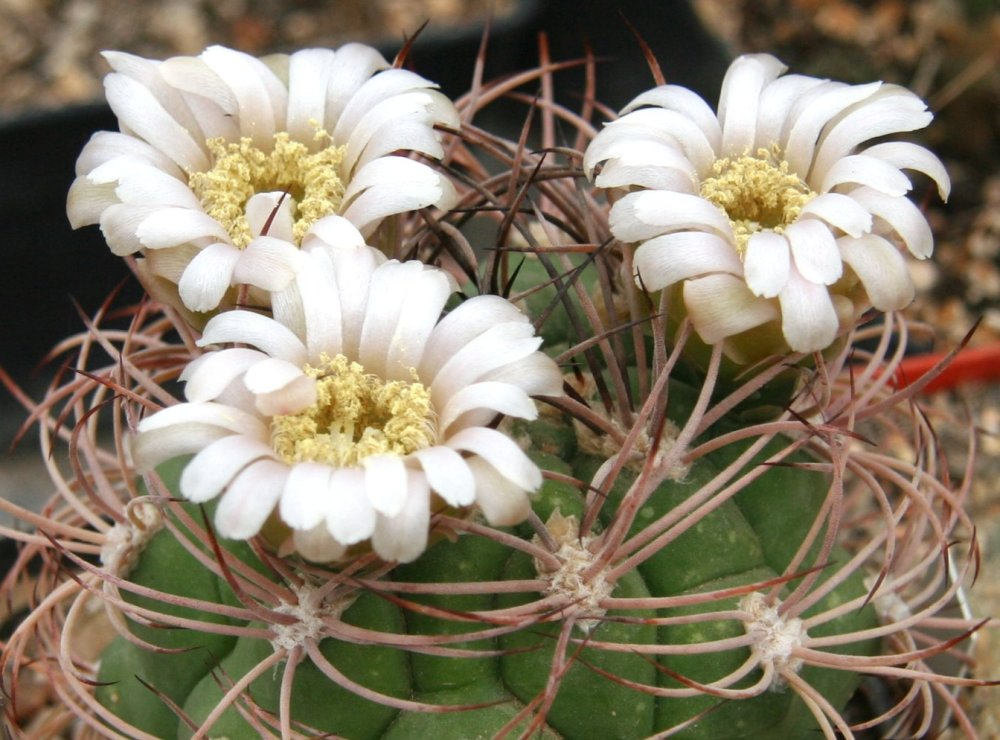
Kwiaty

W środowisku naturalnym osiąga 30 cm średnicy i 15 cm wysokości. W trakcie wzrostu jego promieniste ciernie ciemnieją, począwszy od jasnożółtych, poprzez czerwono-brązowe, skończywszy na szarych, rzadziej czarnych. Kaktus ten kwitnie na biało, a jego owoce są czerwonawe. W uprawie w warunkach środkowoeuropejskich kwitnie rzadko.

## Zastosowanie
Jest uprawiany jako roślina doniczkowa. Popularny i ogólnodostępny w polskich kwiaciarniach.